# Јокулатор
Јокулатор (лат. iocultor) је средњовековни путујући глумац. Јокулатори су наступали самостално или као део позоришне трупе. Владали су и приказивали различите вештине: музика, глума, имитација, акробатика, дресура, игра.